# Inny
L'Inny è un fiume irlandese che scorre prevalentemente tra le contee di Longford e Cavan.

## Percorso
Il fiume nasce come affluente del Lough Kinale e da qui scorre sotto il ponte di Finnea per poi entrare nel Lough Sheelin, nella contea di Cavan. Prosegue fino al Lough Derravaragh e da qui prosegue verso ovest, fino a quando affluisce nello Shannon vicino al Lough Ree.
La città più grande che si trova sul suo percorso è Ballymahon.